# Brandschutzhelfer
Ein Brandschutzhelfer ist eine von meist mehreren Personen innerhalb eines Unternehmens, die vom Arbeitgeber benannt wird, um im Falle von Bränden bestimmte festgelegte Aufgaben der Brandbekämpfung zu übernehmen. Er kann dazu mit den ebenfalls vom Arbeitgeber zu benennenden betrieblichen Ersthelfern und Evakuierungshelfern zusammenarbeiten. Diese werden gemäß § 10 Abs. 2 des Arbeitsschutzgesetzes, der „Technische Regeln für Arbeitsstätten – Maßnahmen gegen Brände (ASR A2.2)“ und der Unfallverhütungsvorschrift „DGUV Vorschrift 1 – Grundsätze der Prävention“ ernannt.
Gemäß der Arbeitsschutzrichtlinie A2.2 umfasst die Ausbildung zum Brandschutzhelfer unter anderem die Vermittlung von Kenntnissen, die im Brandfall notwendig sind. Dies sind die Verhaltensweisen im Brandfall, Gefahren durch Brände, die Grundlagen des vorbeugenden Brandschutzes sowie der betrieblichen Brandschutzorganisation. Darüber hinaus erlernen die Brandschutzhelfer den Einsatz von Brandschutzeinrichtungen und üben den Einsatz eines Handfeuerlöschers an einem Brandsimulator.
In der Praxis hat sich gezeigt, dass die Kombination der Ausbildung und Funktionsbesetzung von Brandschutzhelfern und Evakuierungshelfer zielführend ist. Durch die großen Schnittmengen der beiden Tätigkeiten und das Einhergehen des Wissens über Maßnahmen zur Flucht, Rettung, Selbstrettung und Entstehungsbrandbekämpfung in Betrieben, haben dazu geführt, dass in modernen Brandschutzordnungen Teil B und C der Brandschutzhelfer auch immer als Evakuierungshelfer (teilweise auch Räumungshelfer genannt) eingesetzt wird. Als Konsequenz ist der Brandschutz- und Evakuierungshelfer entstanden.
Vom Brandschutzhelfer ist der Brandschutzbeauftragte zu unterscheiden, der das Unternehmen bei Fragen des Brandschutzes berät und die Brandschutzhelfer sowie Evakuierungshelfer aus- und fortbildet.

## Aufgaben
Zu den Aufgaben des Brandschutzhelfers zählen:
1. Unterstützung des Brandschutzbeauftragten
2. vorbeugender Brandschutz durch Kontrolle bei Arbeiten mit Feuer oder Hitze
3. Brandbekämpfung bei Entstehungsbränden
4. Bedienung der Brandschutzeinrichtungen (Feuerlöscher, Handfeuermelder, Wandhydranten)
5. Einweisen der eintreffenden Feuerwehr

## Ausbildung
Die Ausbildung der Brandschutzhelfer ist durch die ASR A2.2 und DGUV-Information 205-023 geregelt. Weiterer Bedarf im jeweiligen Unternehmen wird durch den Brandschutzbeauftragten in Zusammenarbeit mit dem Unternehmer festgelegt. In jedem Fall gehört eine umfangreichere Schulung auf allen vorgehaltenen Löschgeräten (in der Regel Feuerlöscher und Wandhydranten) zur Ausbildung. Die DGUV empfiehlt die Ausbildung in Abständen von mindestens 3 bis 5 Jahren bzw. bei wesentlichen betrieblichen Änderungen in kürzeren Abständen zu wiederholen. Angehörige der Feuerwehr können nach abgeschlossenem Grundausbildungslehrgang Truppmann/Truppfrau ohne weitere Ausbildung zum Brandschutzhelfer bestellt werden. Angehörige der Feuerwehr mit mindestens erfolgreich abgeschlossenem Lehrgang Gruppenführer/Gruppenführerin können für die Ausbildung von Brandschutzhelfern eingesetzt werden.